# Azalea Park (Floride)
Azalea Park est une census-designated place du comté d'Orange, dans l'État de Floride, aux États-Unis,. En 2020, elle compte une population de 14 141 habitants.